# Gweal
Gweal is een van de kleinere onbewoonde Scilly-eilanden, een eilandengroep ca. 45 km voor de kust van Cornwall in het Verenigd Koninkrijk.
Gweal (Cornisch: Gwithial) ligt in het noordwesten van de Scilly-eilanden, ongeveer 250 m ten westen van Bryher. Het hoogste punt van het eiland bevindt zich op 29 m boven de zeespiegel. Gweal is het grootste eiland van de Norrard Rocks, een verzameling rotseilanden die vanwege hun bijzondere natuurwaarde is aangewezen als een Site of Special Scientific Interest (SSSI).